# ヤイメ・ペレス
ヤイメ・ペレス（Yaime Pérez、1991年5月29日 - ）は、キューバの女子陸上競技選手。専門は円盤投。自己記録は2024年に記録した73m09。
2013年にはロシア・モスクワで開かれた世界選手権円盤投に出場、決勝に進出し、11位となった。
2022年、アメリカ合衆国・オレゴン州で開催された世界選手権円盤投で7位。同大会からの帰国途中にマイアミで失踪した。